# Dietlof von Arnim-Boitzenburg
Pour les articles homonymes, voir Famille Arnim et Arnim (homonymie).
Le comte Guido Adolf Georg Dietlof von Arnim-Boitzenburg, né le 22 août 1867 à Berlin et mort le 15 avril 1933 au château de Boitzenburg, est un junker et homme politique prussien. Il est le petit-fils du ministre Adolf Heinrich von Arnim-Boitzenburg.

## Biographie

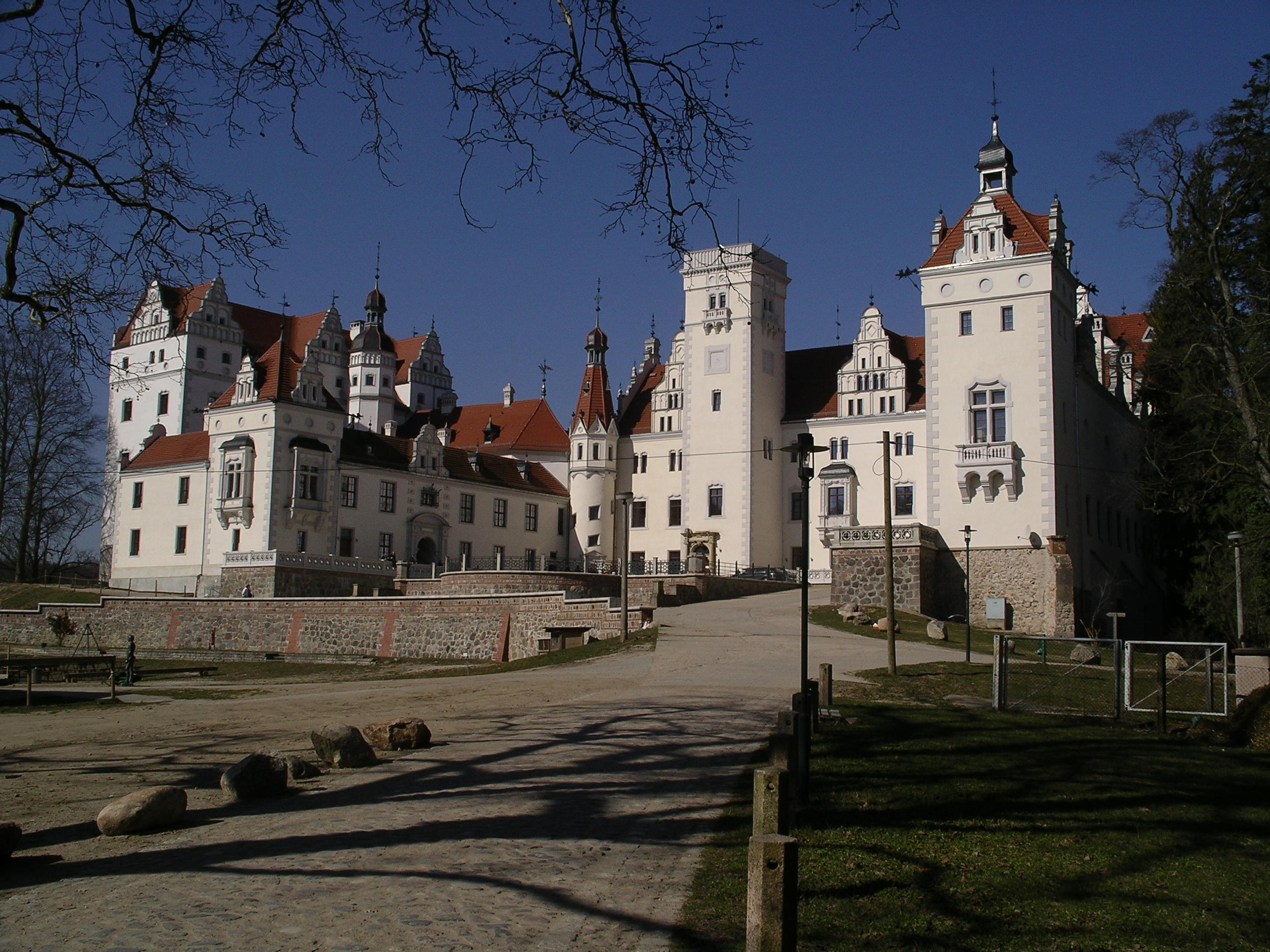
Vue du château de Boitzenburg

Dietlof von Arnim-Boitzenburg est le fils aîné du comte Adolf von Arnim-Boitzenburg (1832-1887) et héritier en fidéicommis du château de Boitzenburg et de ses immenses domaines du Brandebourg. Son frère cadet était le comte Bernd von Arnim (de). Le jeune comte effectue sa scolarité dans différents établissements, notamment à Berlin au lycée ascanien (de), puis à Falkenberg près de Berlin à l'Institut Victoria, et enfin au lycée princier Stolberg de Wernigerode.
Il siège à partir de 1887 à la chambre des seigneurs de Prusse, dont il est le dernier président entre le 13 janvier 1916 et la révolution de novembre 1918. Il est aussi député au parlement de la province de Brandebourg et président du synode provincial du Brandebourg de l'Église protestante de l'Union prussienne. Le comte est aussi chancelier de l'ordre protestant de Saint-Jean.
Il fonde en 1922 dans ses domaines de Boitzenburg une réserve naturelle pour les bisons d'Europe et fait partie de la société internationale des éleveurs de bisons.
Il épouse le 24 mai 1893 à Berlin la comtesse Alexandra zu Eulenburg (de) (Königsberg 1868-Boitzenburg 1943). De ses quatre fils, le troisième, Joachim Dietlof (Boitzenburg 1898-Francfort-sur-le-Main 1972) sera le dernier à demeurer au château de Boitzenburg, avant d'être expulsé par l'Armée rouge au printemps 1945.
Le comte Arnim-Boitzenburg était, avec le prince de Solms-Baruth (de) et le comte von der Schulenburg-Lieberose (de), le plus grand propriétaire foncier de la Marche de Brandebourg.